# Cenchrus mitis
Cenchrus mitis är en gräsart som beskrevs av Nils Johan Andersson. Cenchrus mitis ingår i släktet tagghirser, och familjen gräs. Inga underarter finns listade i Catalogue of Life.